# Modrzewek (powiat tomaszowski)
Modrzewek – wieś w Polsce położona w województwie łódzkim, w powiecie tomaszowskim, w gminie Żelechlinek.
W latach 1975–1998 miejscowość należała administracyjnie do województwa piotrkowskiego.